# Hillova enačba (biokemija)
V biokemiji Hillova enačba služi ocenjevanju kooperativnosti pri vezavi liganda na makromolekulo, npr. na encim ali receptor. Enačbo je leta 1910 prvi uporabil angleški fiziolog Archibald Vivian Hill kooperativne vezave kisika (O2) na hemoglobin, pozneje pa so enačbo razširili na splošno analizo kooperativne vezave liganda na protein z več podenotami, in jo lahko zapišemo kot:
{\displaystyle \theta ={[L]^{n} \over K_{d}+[L]^{n}},}
kjer je:
- {\displaystyle \theta } - delež zasedenih vezavnih mest,
- {\displaystyle [L]} - koncetracija liganda,
- {\displaystyle K_{d}} - disociacijska konstanta,
- {\displaystyle n} - Hillov koeficient.

## Izpeljava in lastnosti enačbe
V splošnem lahko vsako reverzibilno vezavo liganda (L) na protein (P) zapišemo kot:
{\displaystyle P+L\;\longleftrightarrow \;PL.\;\qquad \qquad (1)}
Delež vezanega liganda na protein predstavlja pravzaprav razmerje med zasedenimi vezavimi mesti (PL) in celotnim številom vezavnih mest na proteinu, kar lahko izrazimo kot:
{\displaystyle \theta \;={\frac {[PL]}{[PL]+[P]}}.\;\qquad \qquad (2)}
Disociacijska konstanta pove ravnovesno stanje med nevezanimi komponentami in kompleksom:
{\displaystyle Kd\;={\frac {[P][L]}{[PL]}},\;\qquad \qquad (3)}
z zamenjavo količnika in delitelja pa dobimo:
{\displaystyle [PL]\;={\frac {[P][L]}{[Kd]}}.\;\qquad \qquad (4)}
Z vstavitvijo enačbe (4) v enačbo (2) dobimo:
{\displaystyle \theta \;={\frac {[L]}{[L]+Kd}}.\;\qquad \qquad (5)}
Za protein z n vezavnimi mesti lahko enačbo (1) zapišemo kot:
{\displaystyle P+nL\longleftrightarrow PL_{n},}
in z upoštevanjem tega faktorja pri prejšnem izpeljevanju dobimo Hillovo enačbo:
{\displaystyle \theta \;={\frac {[L]^{n}}{[L]^{n}+Kd}}.\;\qquad \qquad (6)}

### Hillov koeficient
Pri Hillovi enačbi n (tudi nH) predstavlja Hillov koeficient, s katerim opišemo kooperativnost vezave:
- če je nH > 1, je reakcija pozitivno kooperativna, kar pomeni da se z vezavo liganda poveča afiniteta za vezavo liganda na drugih vezavnih mestih;
- če je nH < 1; je reakcija negativno kooperativna, kar pomeni da se z vezavo liganda zmanjša afiniteta za vezavo liganda na drugih vezavnih mestih;
- nH = 1, reakcija ni kooperativna, saj vezava liganda ne spremeni afinitete za vezavo liganda na drugih vezavnih mestih (npr. pri mioglobinu).